# حلقه واژینال

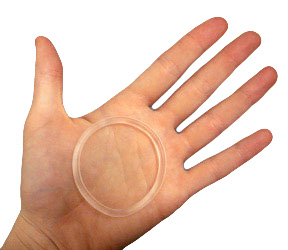

حلقه‌های واژینال وسایل دارورسانی پلیمری هستند که برای آزادسازی کنترل شده داروهای تجویز شده به داخل واژن در مدت زمان طولانی طراحی شده‌اند. حلقه در واژن قرار می‌گیرد و پیشگیری از بارداری را نیز به همراه دارد. حلقه‌های واژن دارای یک اندازه هستند که برای اکثر خانم‌ها مناسب است و به راحتی وارد و برداشته می‌شوند.
اگرچه محل دقیق آنها در مهبل برای اثربخشی بالینی مهم نیست، اما حلقه‌ها معمولاً در کنار دهانه رحم قرار دارند و هرچه عمق بیشتری در واژن قرار گیرد، احتمال کمتری وجود دارد که حلقه احساس شود. همچنین هیچ گونه مشکلی برای مراقبت به وجود نمی‌آورند.